# Хаггет, Моника
Моника Хаггет (родилась 16 мая 1953 года в Лондоне, Англия) — британский дирижёр и ведущий барочный скрипач.

## Биография
В возрасте 16 лет, Хаггет начала обучение в Королевской Академии музыки в Лондоне, с Мануг Парикиан и Като Хавас, барочной скрипки с Sigiswald Кейкена.
Она соосновала и служила в качестве лидера Амстердамского Барочного оркестра под руководством Тон Копмана с 1980 по 1987 год. Она стала членом Королевской Академии музыки в 1994 году, и является профессором барочной скрипки в Высшей школе фюр искусств в Бремене, Германия.
Хаггет работала с Кристофер Хогвуд в Академии старинной музыки; с Тревором Пинноком и с Английским концертом; и гастролировала по США вместе с Джеймсом Голуэй. Она служила директором в Ганноверской Группе, гостевым директором в Арионе Барочного оркестр а, Монреаль; Tafelmusik, Торонто; в оркестре эпохи Просвещения; в Лос-Анджелесе камерного оркестра; Филармония Барокко, Сан-Франциско, Н орвежский камерный оркестр, и концерт в Копенгагене.
Хаггет продолжает работать в качестве художественного руководителя Портландского Барочного оркестр а и И рландского Барочного оркестр а и гостевым директором [http://www.orquestabarrocadesevilla.com/en/inicio.html (недоступная+ссылка) Севильском Барочном оркестр] (недоступная ссылка) е. Она также основала барочный ансамбль Зоннерийцев и Hausmusik Лондон в качестве камерного ансамбля, который посвящен романтической музыке.
Она получила Награду «Граммофон» за запись Бах сонаты и Партиты для скрипки соло (1997) ивсе скрипичные сонаты Бибера(2002).
Опыт Хаггет в музыкальной и социальной истории эпохи барокко, в сочетании с её уникальной интерпретации музыки барокко, сделала её желанным ресурсом для студентов для барочной скрипки. Она давала мастер-классы в городе Дарлингтон, Верона, Дублин, Гаага и Медельине.
В 2008 году она была назначена директором новой магистерской программы в области исторического исполнительства в Джульярдской школе в Нью-Йорке.

## Комментарии
- Генрих Игнац Франц фон Бибер: Скрипичные сонаты, Ниси Доминус, Пассакалия (Зоннерийцев / Huggett с Томас Гатри)

«Это диск, который заслуживает внимания всех, кто ценит высокие перелеты игры на скрипке, с какой бы период»
Газета «Дейли Телеграф», Август 2001
Лауреат премии АСВ Граммофон 2002 (инструментальное барокко)
5* музыкальный журнал Би-би-си, октябрь 2001 года
Оценка «9» в журнале репертуар (Франция)
Выбор журнала Би-би-си музыкальные критики — декабрь 2001 года
- Генрих Игнац Франц фон Бибер: загадка сонаты (том. 1)

«С тональной сладостью трех скрипок Хаггет приятно резонирует через много двойных и множественных заходов и её поклон демонстрирует легкость и свободу, она превосходно выводит свое яркое командование над Бибером возвышенно и богато символическим языком. Подход Хаггет обаятелен в своей звучности, её бросок поддержки, добавив значительно к экзотическим звукам различныt „scordaturas“ и общий эффект от её умной, стильной и выразительной игры.» Журнал Страд, Ноябрь 2004 Года
- Генрих Игнац Франц фон Бибер: загадка сонаты (том. 2)

«Игра Хаггет — на трех скрипках — светит легкостью и выражениями»
Времена
«Творческий подход Хаггет и живой отклик к деталям являются одними из самых полезных аспектов её версии этих эмоционально награжденных частей».
5* музыкальный журнал Би-би-си, декабрь 2004 года
«Все записи Бибера теперь доступны ..это однозначно, самый эффектный, жизнерадостный, красочный и совершенно восхитительный из всех. Хаггет положительно упивается в оригинальную виртуозность Бибера…Красиво сделанные работы Хаггет сложные и, порой, глубоко трогательным соло Пассакалия округляет что такое непревзойденная запись со всех точек зрения.»
Международная Запись Комментариев, Ноябрь 2004
- Иоганн Себастьян Бах: концерты для скрипки номером BWV 1041, 1042, 1052 & 1056 (Моника Huggett, Зоннерийцев)

«Не важно, сколько версий баховских скрипичных концертов, которыми вы уже владеете, этот один из необходимых.»
Международная Запись Комментарий

## Записи
Вивальди: (включает 4 сезона). Il cimento dell’armonia e dell’inventione Op.8. Virgin Classics. La cetra Op.9. Virgin Classics.